# Paulina Gálvez
Paulina Gálvez est une actrice espagnole, née le 14 septembre 1969 à Santiago (Chili).

## Biographie
En 2002, elle joue un duo lesbien avec Cécile de France dans L'Auberge espagnole de Cédric Klapisch. En 2015, elle tient le rôle de Becky dans le film saphique de Sonia Sebastián, De chica en chica.

## Filmographie
- 1990 : Bazar Viena : Ana
- 1993 : On est quitte (Kosh ba kosh) : Mira
- 1994 : Una Chica entre un millón
- 1994 : El Detective y la muerte : Ofelia
- 1996 : Churros, azúcar y otros sueños : Ana
- 1996 : Esperanza & sardinas : Cosita / Paulina
- 1996 : Exorcio Deus Machine: La misión : Lt. Ira Bowman
- 1996 : Los Baúles del retorno : Dehiva
- 1996 : Corsarios del chip : Marta
- 1997 : Retrato de mujer con hombre al fondo : Cristina de León
- 1997 : Pajarico : Tía Marisa
- 1998 : El pianista : Teresa 20 / 30 años
- 1998 : Nada en la nevera : Rubia
- 1999 : La Rosa de piedra : Mireia
- 1999 : El Cumplido : Natalia
- 1999 : Rincones del paraíso : Lorena
- 1999 : Vínculo : Alicia
- 1999 : Tuve un sueño contigo : Ruth
- 2000 : Tatawo : Bicho
- 2001 : Honolulu Baby : Marilda
- 2001 : Tessa à la pointe de l'épée (Queen of Swords) (série TV) : Marta
- 2001 : Los Pasos perdidos : Abogada Leardi
- 2002 : El Lugar donde estuvo el paraíso : Julia
- 2002 : L'Auberge espagnole : la professeure de Flamenco
- 2002 : Hoy x ti mañana x mí : Lucía
- 2002 : Apasionados : Dependienta
- 2002 : Flamenco der Liebe (TV) : Isabel Rodriguez
- 2003 : Face of terror : Ana Palacios
- 2003 : Sub terra : Virginia
- 2004 : Cien maneras de acabar con el amor : Inma
- 2004 : Rottweiler : Alyah
- 2005 : Monógamo sucesivo
- 2005 : El Precio de una Miss (TV) : Pepa
- 2005 : Un Rey en La Habana : Gabriela
- 2005 : Projecte Cassandra (TV) : Laura
- 2005 : La Nonne (La Monja) : Zoe
- 2006 : Faltas leves : Emma
- 2006 : El Barón contra los Demonios : Lieutenant Ira Bowman
- 2007 : La Llamada
- 2007 : Train hôtel (Trenhotel) (TV) : Elisa
- 2007 : Hermanos & detectives (série télévisée) : Paula
- 2008 : El Cartel de los Sapos (série télévisée) : Katherine
- 2008 : I Didn't Know Who I Was (court métrage) : Michelle
- 2008 : Un cuento para Olivia : Ana
- 2009 : Acusados (série télévisée) : Belén Hernández
- 2009 : Un ajuste de cuentas : Viuda de Rubén Saco
- 2009 : A Success Story (court métrage) : la femme de Carlo
- 2010 : Suspicious Minds : Ana
- 2010 : El cartel 2 - La guerra total (série télévisée) : agent Katherine
- 2011 : La casa de al lado (série télévisée) : Adivina
- 2011 : RPM Miami (série télévisée) : Ana Karina Villamil
- 2012 : Grachi (série télévisée) : Athena
- 2012 : El Capo (série télévisée) : madame Norton
- 2013 : Adiós Carmen : Carmen
- 2013 : Bu-Bu-Settete...! (court métrage) : Pau
- 2013 : Desde el Alma (court métrage) : Vanessa Garcia
- 2014 : Demente criminal (série télévisée) : Soledad
- 2014 : Reina de corazones (série télévisée) : Diseñadora
- 2015 : Dueños del paraíso (série télévisée) : Carmen
- 2015 : De chica en chica : Becky
- 2015 : Profane Language : Luisa
- 2015 : Secuestro
- 2015 : El collar de sal : Lola
- 2018 : The Purge (série télévisée) : Catalina
- 2018 : Le Flic de Belleville de Rachid Bouchareb